# Williams FW28
A Williams FW28 egy Formula–1-es versenyautó, amelyet a Williams csapat épített és versenyeztetett a 2006-os Formula–1 világbajnokság során. A csapat pilótái Mark Webber és az újonc GP2-es bajnok Nico Rosberg voltak. Rosberg apja, Keke Rosberg 1982-ben éppen a csapattal nyert világbajnokságot.

## Áttekintés
Ebben az évben a csapatot elhagyta a BMW, hogy a Sauber csapatot kvázi felvásárolva gyári csapatot hozzon létre. A Williams motorszállító nélkül maradt, így a Cosworth lett (hosszú idő után ismét) a partnerük, méghozzá az új szabályok miatt már nem V10-es, hanem V8-as motorral. Korábbi együttműködésük sikeres volt, hiszen például 1982-ben Keke Rosberg révén világbajnoki címet szereztek. Ez az idény azonban kiábrándítóan sikerült. Mindenekelőtt az autónak kezelhetetlenségi problémái voltak, különösen a kanyarokban. Hiába volt a motor jó, az új gumiszállító Bridgestone abroncsai is kitűnőek, és hiába volt két tehetséges versenyzőjük, csak ritkán tudtak villantani. Ezen alkalmak is többnyire eredménytelenül zárultak, mert valamilyen meghibásodás hátráltatta őket, amely különösen szégyellnivaló volt egy olyan csapatnál, amely a megbízhatóságáról volt híres.
Az év eleje jól indult, a szezonnyitó bahreini nagydíjon kettős pontszerzést értek el, Rosberg pedig megfutotta a verseny leggyorsabb körét. Sepangban a második sorból indulhattak, de motorhiba miatt mindketten kiestek. A csapat innentől lejtmenetbe került: Ausztráliában és Monacóban nagyon közel álltak hozzá, hogy Webber révén dobogót szerezzenek, azonban mindkétszer kiestek műszaki meghibásodás miatt (hidraulikus hiba illetve kipufogótűz). Az ausztrál nagydíj 21. körében Mark Webber lett az első ausztrál, aki hazája versenyén valaha is az élen állt.
A Williams a bajnokság során összesen 11 pontot szerzett, ami a konstruktőri nyolcadik helyre volt elegendő - ez volt a csapat addigi legrosszabb éve.

## Eredmények
| Év   | Csapat   | Motor       | Gumik | Pilóták      | 1   | 2   | 3   | 4   | 5   | 6   | 7   | 8   | 9   | 10  | 11  | 12  | 13  | 14  | 15  | 16  | 17  | 18  | Pontok | Helyezés |
| ---- | -------- | ----------- | ----- | ------------ | --- | --- | --- | --- | --- | --- | --- | --- | --- | --- | --- | --- | --- | --- | --- | --- | --- | --- | ------ | -------- |
| 2006 | Williams | Cosworth V8 | B     |              | BHR | MAL | AUS | SMR | EUR | ESP | MON | GBR | CAN | USA | FRA | GER | HUN | TUR | ITA | CHN | JPN | BRA | 11     | 8.       |
| 2006 | Williams | Cosworth V8 | B     | Mark Webber  | 6   | KI  | KI  | 6   | KI  | 9   | KI  | KI  | 12  | KI  | KI  | KI  | KI  | 10  | 10  | 8   | KI  | KI  | 11     | 8.       |
| 2006 | Williams | Cosworth V8 | B     | Nico Rosberg | 7   | KI  | KI  | 11  | 7   | 11  | KI  | 9   | KI  | 9   | 14  | KI  | KI  | KI  | KI  | 11  | 10  | KI  | 11     | 8.       |